# Josip Šutalo
Josip Šutalo (Čapljina, 28. veljače 2000.) hrvatski je nogometaš koji igra na poziciji stopera. Trenutačno igra za Ajax.

## Klupska karijera

### Rana karijera
Tijekom srpnja 2014. prelazi iz Neretve Metković u Dinamo Zagreb. Za Dinamo Zagreb II debitirao je 1. rujna 2018. godine u utakmici 2. HNL protiv Bijelog Brda iz istoimenog mjesta kraj Erduta kojeg je druga momčad Dinama pobijedila 3:1.

### Dinamo Zagreb
Za prvu momčad Dinama debitirao je u utakmici Hrvatskog nogometnog kupa protiv Opatije koju je Dinamo 30. listopada 2019. godine dobio 3:0. U 1. HNL debitirao je 1. srpnja 2020. godine protiv Inter Zaprešića kojeg je Dinamo pobijedio s minimalnih 1:0.
Dana 18. siječnja 2021. godine, Dinamo ga je poslao na posudbu u Istru 1961 do kraja sezone. Za Istru 1961 je debitrao idući dan u ligi protiv Gorice s kojom je Istra 1961 igrala 1:1. Dana 19. svibnja igrao je finale Hrvatskog nogometnog kupa u kojem je Dinamo pobijedio Istru 1961 6:3.
Svoj prvi gol i asistenciju za Dinamo postigao je 23. srpnja 2021. u ligaškoj utakmici protiv Hrvatski dragovoljca koji je poražen 4:0. Za Dinamo je u UEFA Europskoj ligi debitirao 16. rujna kada je Dinamo izgubio od West Ham Uniteda rezultatom 0:2. Svoj prvi gol u tom natjecanju postigao je 4. studenog kada je bečki Rapid poražen 3:1. U UEFA Ligi prvaka debitirao je 6. rujna 2022. kada je Dinamo pobijedio Chelsea 1:0. Svoj prvi gol u Hrvatskom nogometnom kupu postigao je 14. veljače protiv RNK Split koji je poražen 1:3.

### Ajax
Šutalo je 21. kolovoza 2023. prešao iz Dinama u Ajax za 20,5 milijuna eura uz 3 milijuna eura bonusa. Za Ajax je debitirao kao kapetan 3. rujna u ligaškoj utakmici bez golova protiv kluba Fortuna Sittard.

## Reprezentativna karijera
Nastupao je za sve omladinske selekcije Hrvatske od 15 do 21 godine.
Dana 16. svibnja 2022. Šutalo je prvi put dobio poziv u A selekciju i to za utakmice UEFA Lige nacije 2022./23. Za A selekciju je debitirao 10. lipnja kada je Danska poražena 0:1.
Dana 9. studenoga 2022. izbornik Zlatko Dalić uvrstio je Šutala na popis igrača za Svjetsko prvenstvo 2022.

## Priznanja

### Individualna
- Trofej Nogometaš – Član momčadi godine 1. HNL: 2021./22., 2022./23.
- 2024. Odlukom predsjednik Republike Hrvatske Zorana Milanovića odlikovan je Redom Danice hrvatske s likom Franje Bučara: "Za izniman uspjeh hrvatske nogometne reprezentacije, doprinos sportu i međunarodnom ugledu Republike Hrvatske te osvajanju 3. mjesta na 22. Svjetskom nogometnom prvenstvu u Državi Katru" [13]

### Klupska
Dinamo Zagreb
- 1. HNL/HNL (4): 2019./20., 2021./22., 2022./23., 2023./24.
- Hrvatski nogometni superkup (2): 2022., 2023.

### Reprezentativna
Hrvatska
- Svjetsko prvenstvo: 2022. (3. mjesto)[14]
- UEFA Liga nacija (2. mjesto): 2022./23.

## Vanjske poveznice
- Josip Šutalo, Hrvatski nogometni savez
- Josip Šutalo, Soccerway (engl.)
- Josip Šutalo, Transfermarkt (engl.)